# Jeff Gottesfeld
Jeff Gottesfeld (Nova Jersey) é um dramaturgo e roteirista estadunidense.

## Filmografia

### Televisão
- Broken Bridges (2006)[1]
- The Young and the Restless
- As the World Turns
- Port Charles
- Another World
- Girls Got Game
- Smallville

### Cinema
- Broken Bridges

## Livros
- Dawson's Creek
- Mirror Image
- University Hospital
- Teen Angels
- Trash
- 'Amen, L.A.'
- 'SuperFan!'
- 'SuperFan #2: Tag-Teamed!"
- A Heart Divided
- Anne Frank And Me
- Turn Me On